# Vilhelm 2. af Sicilien
Vilhelm 2. (december 1153 – 18. november 1189), med tilnavnet den gode, var den tredje konge af Kongeriget Sicilien, og han besteg tronen, da faderen, Vilhelm 1., døde i 1166. Vilhelm var den næstældste søn i ægteskabet mellem Vilhelm 1. og Margrethe af Navarra.
Der er ikke meget belæg for Vilhelms tilnavn "den gode". I den brede befolkning var der udbredt tilfredshed med, at oprørene døde ud, og at landet blev sparet for invasioner udefra. Senere historikere har imidlertid været hårde ved Vilhelm. Han indlod sig på adskillige udenrigspolitiske eventyr, der førte til nederlag og som tømte statskassen. J. J. Norwich pointerer, at Vilhelms i særklasse dårligste beslutning var at gøre fasteren Constance til arving, på trods af, at hun var gift med en søn af den tysk-romerske kejser. Dermed underskrev han i praksis dødsdommen for det normanniske herredømme i Syditalien.

## Opvækst
Vilhelm var som næstældste søn ikke udset til at spille nogen rolle i arvefølgen, og hans storebror Roger fik planmæssigt titlen som hertug af Apulien som symbol på tronfølgerværdigheden. I 1161 udbrød der oprør mod Vilhelm 1., og i en situation, hvor kongefamilien var belejret i paladset, blev Roger ramt i øjet af en pil og han døde umiddelbart efter. Kong Vilhelm var knust, men skønt sønnen Vilhelm nu var den næste i arvefølgen, blev der ikke gjort noget officielt ud af ham, og han overtog ikke titlen som hertug af Apulien. Da kong Vilhelm døde i 1166, var der imidlertid ikke tvivl om, at kongetitlen skulle gå til unge Vilhelm.

## Konge af Sicilien
Da faderen døde i 1166, var Vilhelm kun 12 år gammel. Han blev kronet til konge i domkirken i Palermo, og i modsætningen til faderen, der med sit kraftige sorte skæg let kunne virke skræmmende, havde unge Vilhelm i den grad sit udseende med sig, og de samtidige historieskrivere fortæller, hvordan folket blev forblændet af den nye konge, der havde arvet sine vikingeforfædres blonde hår. Landet styre blev i første omgang overtaget af hans mor, Margrete. Moderen videreførte den politik, der gik ud på at holde adelen uden for indflydelse, og fortsat satse på de centrale embedsmænd og de mest fremtrædende biskopper. Satsningen på kirkens mænd betød, at adskillige biskopper opholdt sig mere eller mindre fast ved hoffet i Palermo og det var medvirkende til, at det blev nødvendigt for paven at forlange, at biskopper højst måtte være væk fra deres bispesæde i syv år. For eksempel var englænderen Richard Palmer udpeget til biskop i Siracusa i 1155, men havde først tid til at blive indsat i embedet 14 år senere. I 1171 fyldte Vilhelm 18 år og overtog officielt regeringsansvaret, dog stadig støttet af rådgivere som Walter Ophamil, ærkebiskop af Palermo, og vicekansleren Mathias af Ajello.

### Ægteskab
I marts 1171 fik Vilhelm et tilbud fra den byzantinske kejser Manuel Comnenus om at ægte dennes datter Maria. Comnenus blandede sig i forvejen en hel del i begivenhederne på den italienske halvø, så han kunne blive en interessant allieret, og det blev aftalt, at Maria skulle ankomme til Apulien i foråret 1172. Vilhelm var der, men bruden kom ikke, og den unge konge glemte aldrig denne fornærmelse, der senere kom til at koste begge lande dyrt på slagmarken. I stedet tog Vilhelm mod et tilbud om at ægte den engelske kong Henrik 2.'s datter Joanna, og de to blev gift i 1177. Man skal ikke undre sig over de mange kontakter mellem England og kongeriget Sicilien. Begge lande var blevet erobret af normanner, og ved det britiske hof talte man i vid udstrækning fransk, mens man ved det sicilianske talte den særlige normannisk-franske dialekt.

### Udenrigspolitik
Vilhelm overtog nogle af de samme med- og modspillere, som hans far havde haft, i form af den tysk-romerske kejser Frederik Barbarossa, der havde et klart ønske om at dominere udviklingen i Italien, den byzantinske kejser Manuel Comnenus, der ønskede at genvinde de tabte italienske besiddelser, og paven, nu Alexander 3., der havde brug for en forbundsfælle i sin strid med den tysk-romerske kejser. Vilhelms første chance for at skaffe sig respekt kom i 1173 i form af et brev fra kong Amalric af Jerusalem. Amalric bad om hjælp i sin kamp mod Saladin, og Vilhelm sendte året efter en stor hær og flåde til Alexandria under ledelse af fætteren Tancred af Lecce. I modsætning til sin far havde Vilhelm ingen interesse for krigerhåndværket, og han deltog aldrig selv i noget felttog. Ekspeditionen til Ægypten blev i øvrigt en eklatant fiasko: Garnisionen i Alexandria gjorde et dristigt udfald og ødelagde hærens belejringsmaskiner, og da der kom meddelelse om, at Saladin var på vej med sine tropper, lod Tancred i stor hast og forvirring hæren indskibe igen, hvorefter han sejlede hjem.
Kejser Frederik Barbarossa havde i flere omgange ført krig mod de oprørske byer i Lombardiet, og i 1176 led han et afgørende nederlag til dem i slaget ved Legnano. Derefter var han parat til at slutte fred, og i juli 1177 blev der holdt en stor fredskonference i Venedig. Fredstraktaten indebar, at kejseren sluttede våbenstilstand med de lombardiske byer og han opgav sin serie af modpaver og anerkendte Alexander som den retmæssige pave. De sicilianske deltagere i konferencen fik som deres del af traktaten en fredsaftale, der skulle gælde i 15 år. I vinteren 1183-84 sendte kejseren en delegation til Palermo med et forslag om ægteskab mellem sønnen Henrik og Constance, der var kong Vilhelms faster (og i øvrigt et år yngre end Vilhelm). De fleste af kongens rådgivere frarådede i kraftige vendinger et sådant royalt giftermål. Kongen og Joanna havde endnu ikke fået børn, og hvis Vilhelm døde barnløs, ville Sicilien gå i arv til Constance, og dermed til den tysk-romerske kejserfamilie. Ærkebiskop Walter af Palermo var mere neutral, hvorimod kong Vilhelm som den eneste gik klart ind for forslaget. Norwich betegner hans ja til giftermålet som "en dumhed af nærmest kriminelt tilsnit". Hvorfor sagde Vilhelm ja? Norwich mener, at hans væsentligste motiv var et ønske om kejser Frederiks velvilje, når hæren skulle af sted på Vilhelms nye udenrigspolitiske eventyr: En invasion af det byzantiske kejserrige. Den byzantinske kejser Manuel var død i 1180, og hans unge søn blev myrdet i 1182, hvorefter tronen blev overtaget af gerningsmanden, Manuels fætter Andronicus Comnenus. Der var uro i riget, og Vilhelm var parat til at satse. Vilhelm havde udrustet en flåde på næsten 300 skibe, igen ledet af Tancred af Lecce, og flåden transporterede i juni 1185 en hær, der angives til 80.000 mand, til Durazzo i det nuværende Albanien. Byens kommandant opgav al modstand med det samme, så allerede den 6. august var hæren marcheret helt til Thessaloniki, mens flåden samtidig var sejlet op gennem det Ægæiske Hav, så byen kunne blokeres både fra sø- og landsiden. Thessaloniki var kejserrigets næststørste by, men trods sine omfattende forsvarsværker kunne byen ikke modstå belejringen, og 24. august blev den erobret, hvorefter den blev udsat for en blodig plyndring, der efter sigende kostede 7.000 indbyggere livet. I september 1185 vendte krigslykken imidlertid. Kejser Andronicus blev fordrevet og senere dræbt, og adelsmanden Isaac Angelus, der havde startet oprøret, blev den nye kejser. Isaac samlede alle de tropper, der var til rådighed, og udnævnte generalen Alexius Branas til hærchef. På det tidspunkt var den sicilianske flåde allerede på plads i Marmarahavet og hærens fortrop var kun omkring 300 km fra hovedstaden Konstantinopel, men Branas slog fortroppen på flugt, og hovedstyrken blev ligeledes slået og måtte trække sig tilbage til Thessaloniki. Byens borgere gjorde imidlertid oprør, og resterne af hæren måtte indlede et forsmædeligt tilbagetog til Durazzo, hvorfra de blev transporteret tilbage til Sicilien. Dermed sluttede Vilhelms byzantinske ambitioner.
Vilhelm nåede at få en enkelt udenrigspolitisk succes i sin regeringstid. I oktober 1187 havde Saladin erobret Jerusalem, og han gik i gang med at erobre korsfarernes øvrige byer én efter én. Et nyt korstog (det tredje) skulle organiseres, men hvem kunne sikre, at der overhovedet var en venligtsindet havn at landsætte tropperne i? Her trådte Vilhelm til. Han sendte sin bedste admiral, Margaritus af Brindisi, til området med 60 skibe og 200 riddere, og det lykkedes Margaritus at holde ruterne til kystbyerne åbne gennem 1188 og 1189, mens korstoget blev organiseret.

## Eftermæle
Man ved ikke meget mere om, hvad Vilhelm ellers foretog sig. Hans eneste større projekt var bygningen af en domkirke i byen Monreale, 15 km syd for Palermo. Med den nye kirke satte Vilhelm et monument over sig selv, og han fik sin fars kiste flyttet til stedet, og er også selv begravet der. Kirken blev påbegyndt i 1174 og Vilhelm arbejdede hårdt for at få den anerkendt som ærkebispesæde. Ærkebiskop Walter i Palermo strittede voldsomt imod, da det ville betyde, at han mistede kirker (og indtægter) fra sit eget stift, men Vilhelm kunne henvise til, at det græsk-katolske stift i Palermo under den arabiske besættelse havde haft sæde i Monreale, og at han derfor blot byggede videre på denne tradition. Paven anerkendte Vilhelms synspunkt i en række buller, den første udstedt i 1176, og den overdådigt udsmykkede katedral stod færdig omkring år 1200, men da var Vilhelm død.
Vilhelm døde i sit palads i Palermo den 18. november 1189, og der blev sørget over ham i den brede befolkning, hvor man huskede ham for fredelige tider uden fjendtlige invasioner. Blandt historikere er dommen hårdere. Hans udenrigspolitik indebar felttog, der tilsyneladende blot omfattede forsøg på erobringer uden andre bagtanker, og kongens eneste indsats bestod i at sende hærene af sted og derefter vende tilbage til sit harem. Den vigtigste anklage mod ham er, at han med sin accept af Constances giftermål i realiteten beseglede kongerigets skæbne som selvstændig nation.

## Genealogi
```
 
ROGER 1.
 (c.1031 – 1101)
, greve af Sicilien (1062), o=o (1) 1061 Judith af Evreux (1050 – 1076)
     │                                               o=o (2) 1077 Eremberge af Mortain († 1087)
     │                                               o=o (3) 1087 Adelaide af Vasto (1074 – 1118)
     ├─1> Matilde af Hauteville (1062 – 1094) o=o Raimund 4. af Toulouse
     ├─1> Adelicia († 1096), o=o Henry, greve af Monte Sant'Angelo
     ├─1> Emma († 1120), o=o Rudolf Maccabeo, greve af Montescaglioso
     │ 
     ├─2> 
Mauger
, greve af Troina (c.1080 – c.1100)
     ├─2> Busilla (Felicia) (c.1080 – 1102), o=o Koloman, konge af Ungarn, 
     ├─2> Constance af Sicilien (c.1080 – 1138), o=o Konrad 2. af Italien 
     ├─2> Iolanda, o=o Robert af Bourgogne 
     ├─2> Judith, o=o Roberto 1. af Bassunvilla   
     │ 
     ├─3> 
Simon af Sicilien
 (1093 – 1105)
, greve af Sicilien 1101
     ├─3> Matilde af Hauteville (c.1090 – 1119)   o=o (2)Rainulf 3. af Alife 
     └─3> 
ROGER 2.
 (1095 – 1154)
, greve (1105) derpå konge af Sicilien (1130)
          │           o=o (1) 1116 Elvira Alfonso af Castillien (1097 – 1135)
          │           o=o (2) 1149 Sibille af Borgogne (1126 – 1150)
          │           o=o (3) 1151 Beatrice af Rethel (c.1135 – 1185)
          │    
          ├─1> 
Roger 3. af Apulien (1118 – 1148)
, hertug af Apulien og Calabrien, (o=o) Bianca af Lecce
          │     └──> 
TANCRED (1138 – 1194)
, greve af Lecce, konge af Sicilien (1189 – 1194), o=o Sibylla af Acerra
          │          ├──> 
Roger 3. af Sicilien (1175 – 1193)
, medkonge af Sicilien 1193, o=o Irene Angelo 
          │          ├──> Costanza, o=o Pietro Ziani, doge af Venezia           
          │          ├──> Valdrada af Hauteville, o=o Jacopo Tiepolo, doge af Venezia
          │          ├──> Maria Albina af Lecce c.1175 – 1234), grevinde af Lecce, o=o 1200 Gauthier 3. af Brienne
          │          └──> 
VILHELM 3. (1185 – 1198)
, konge af Sicilien (1194)
          │     
          ├─1> 
Tancred af Bari (c.1120 – 1138)
, fyrste af Bari (og Taranto)
          ├─1> 
Alfonso af Hauteville (c.1122 – 1144)
, fyrste af Capua, hertug af Napoli
          ├─1> 
VILHELM 1.
 
(den onde)
 (1131 – 1166)
, konge af Sicilien (1154 – 1166), o=o Margarita af Navarra
          │    ├──> 
Roger 4. af Apulien (1150 – 1161)
, hertug af Apulien      
          │    ├──> 
VILHELM 2. 
(den gode)
 (1153 – 1189)
, konge af Sicilien (1166 – 1189), o=o 1177 Joan af England (1165-1199)
          │    ├──> 
Henrik af Hauteville (1158 – 1172)
, fyrste af 
Capua

          │    └──> Matina, o=o Margarito af Brindisi
          │
          ├─1> Adelicia (c.1130 – ?), o=o Gozzolino af Loreto    
          ├-N> 
Simon af Taranto

          │     
          └─3> 
CONSTANCE
 (1154 – 1198), o=o Henrik 6. (1165 – 1197) tysk-romersk kejser (1191 – 1197)
               └──> 
Frederik 2.
 (1194 – 1250), tysk-romersk kejser (1212 – 1250)
```